# Palacio de Subiza
El Palacio de Subiza es un edificio residencial señorial, tipo palacio cabo de armería, ubicado en el concejo de Subiza (Galar, Navarra, España) construido en época medieval aunque intensamente reformado durante el siglo XVIII a cuyo momento responde su actual aspecto que sigue el estilo arquitectónico empleado en los palacios del Baztán, siendo «uno de los más elegantes palacios torreados de la época barroca». Esta construcción «constituye la obra patrimonial más importante de la Cendea de Galar.»

## Contexto geográfico
Emplazado en la cendea de Galar, Subiza se levanta al sudeste de la Sierra del Perdón. Está a 13 km de Pamplona, al sur de la cuenca de Pamplona.

## Contexto histórico
El origen del linaje de Subiza se remonta al siglo XIII, siendo uno de los doce ricoshombres de Navarra como se recoge en el Libro de Armería del Reino de Navarra. Sin embargo, un siglo antes, durante el reinado de Alfonso I el Batallador, está presente Íñigo Orioles entre los caballeros de su entorno participando en las conquistas de Zaragoza y Tudela. A partir de 1134 ya figura Sancho Iñíguez, hijo del anterior, como señor de Subiza y vasallo de García Ramírez de Pamplona recibiendo la tenencia de San Esteban de Deyo.
En 1365 Carlos II de Navarra donó el lugar a Juan Remírez de Arellano. El 17 de junio de 1545 eran los señores del palacio de Subiza Francés de Mutiloa y Catalina de Góngora que en esa fecha «otorgaron su testamento de hermandad en el que procedieron además a fundar su mayorazgo.»
Posteriormente, por el matrimonio de la heredera Ana Mutiloa y Arbizu con Juan de Rada (Cordovilla, 1613), se amplió el mayorazgo y se asienta esta rama de los Rada. En 1723 el palacio pertenecía a Antonio de Rada, en 1742 a Tiburcio de Rada y después a Joaquín de Rada y Mutiloa que casó con María Josefa Borda y Goyeneche. En el momento de este matrimonio «el palacio de Subiza se hallaba inhabitable, por lo que entonces se decidió derruirlo y volverlo a construir con "la grandeza y suntuosidad" que correspondía a familia tan distinguida.»
El escudo primitivo era de oro, con el jefe de sable.

## Descripción
Existió anteriormente otro palacio sobre el cual se levantó el actual. En 1764, por encargo de Pedro Fermín Goyeneche Baracearte, pamplonés de raíces baztanesas, construye sobre las ruinas del anterior, perteneciente a la familia de los Rada, el actual edificio. Sobre el solar se funda el mayorazgo de Subiza. Este palacio, al mismo tiempo, «es uno de los últimos que se construyeron, muy avanzado ya el siglo XVIII.»
Presenta una fachada principal de estilo barroco, levantada en el siglo XVIII y con una piedra de sillería que forma un cuerpo central jalonado por dos torres en las esquinas que avanza hacia el observador. El cuerpo central tiene cuatro alturas mientras que las torres presentan una segmentación en cinco tramos y están cubiertas por un tejado a cuatro aguas.
En la planta baja se abre una amplia puerta central de orden toscano flanqueada por dos columnas de fuste liso que sustentan un entablamento decorado con triglifos y metopas. En los dos pisos superior se muestran en la fachada sendos balcones corridos. El vano central del primer piso está rematado por un escudo de armas mientras que en el piso superior está coronado por un sencillo frontón triangular. Se protega este cuerpo central con un alero de madera que sobresale en su remate.

## Restauración
El palacio está incluido en el Catálogo de Edificios y Elementos de interés del Plan Municipal de Galar. Al estar deshabitado desde 1981, su deterioro había ido creciendo obligando a una intervención municipal en 2010 para proceder a la reparación de las cubiertas, ante la pasividad del nuevo propietario, Santiago Bilbao que, en reiteradas ocasiones así lo había manifestado, y buscando preservar el inmueble.